# Somme (departement)
Somme är ett departement i regionen Hauts-de-France i norra Frankrike. I den tidigare regionindelningen som gällde fram till 2015 tillhörde Somme regionen Picardie.
Det har fått sitt namn efter floden Somme. Huvudort är Amiens. 